# Gjende

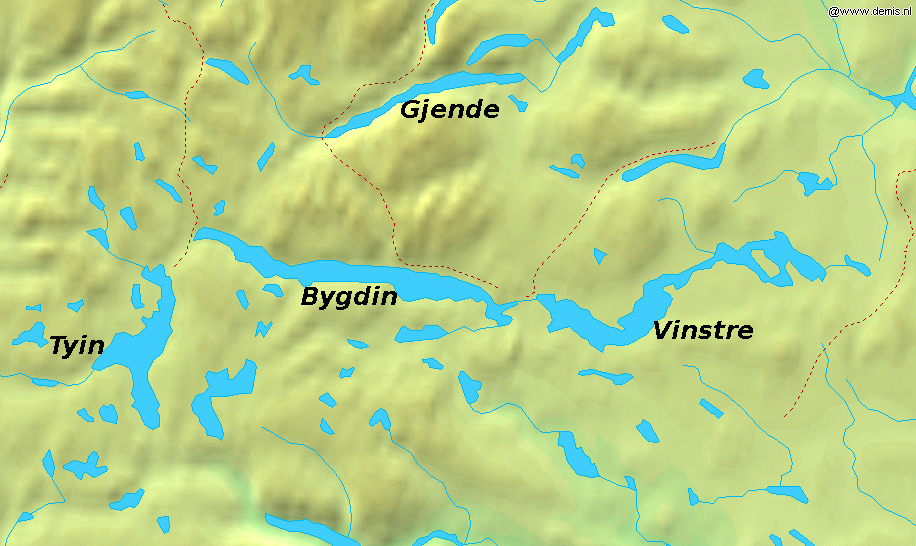
Gjende y otros lagos cercanos.

Gjende (o Gjendin ) es un lago en las montañas Jotunheimen en el parque nacional Jotunheimen de Noruega . El lago proglacial muestra características típicas de formación glaciar, siendo largo y estrecho, con paredes escarpadas — 18 km de longitud y solo 1,5 km de ancho en el punto más ancho. Gjende tiene un característico color verde claro que se debe a la gran cantidad de harina de roca que vierte el río Muru en el Gjende. El río Sjoa proporciona la salida de Gjende en Gjendesheim, y desemboca hacia el este en el río Gudbrandsdalslågen.
Gjende se encuentra en el centro del parque nacional de Jotunheimen y tanto al norte como al sur del lago se encuentran picos de más de 2.000 m. Hay numerosos refugios turísticos con personal mantenidas por la Asociación Noruega de Turismo de Montaña (DNT); en el extremo oeste se encuentra Gjendebu, en el lado norte Memurubu y en el extremo este Gjendesheim. En verano, los barcos se encargan del transporte entre estos lugares.

## Nombre
El nombre ( nórdico antiguo * Gendir ) se deriva del nórdico gandr m 'personal, palo'. Esto se refiere a la forma del lago largo y estrecho.

## Referencias culturales y literarias

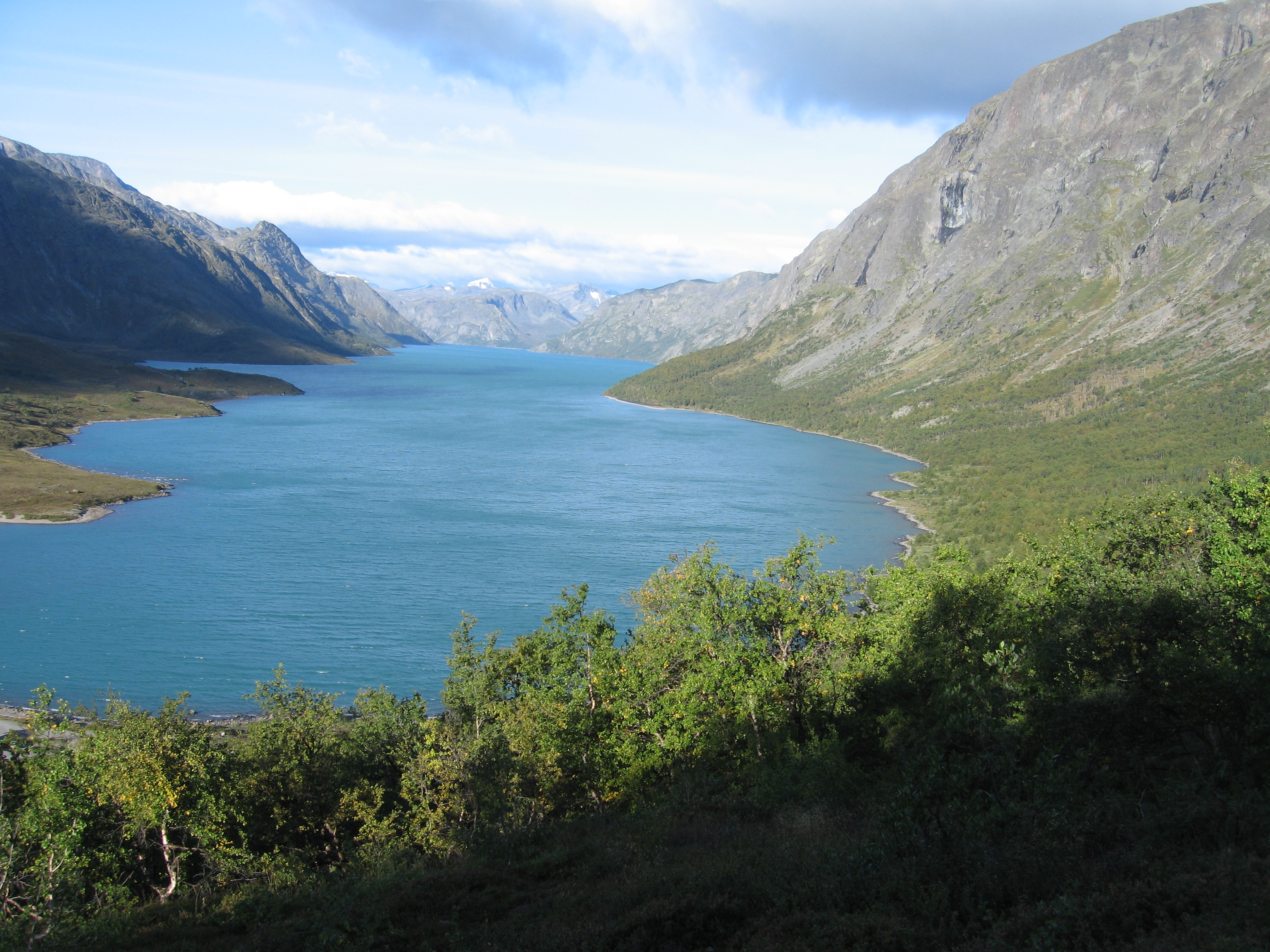
Lago Gjende visto desde Gjendesheim.
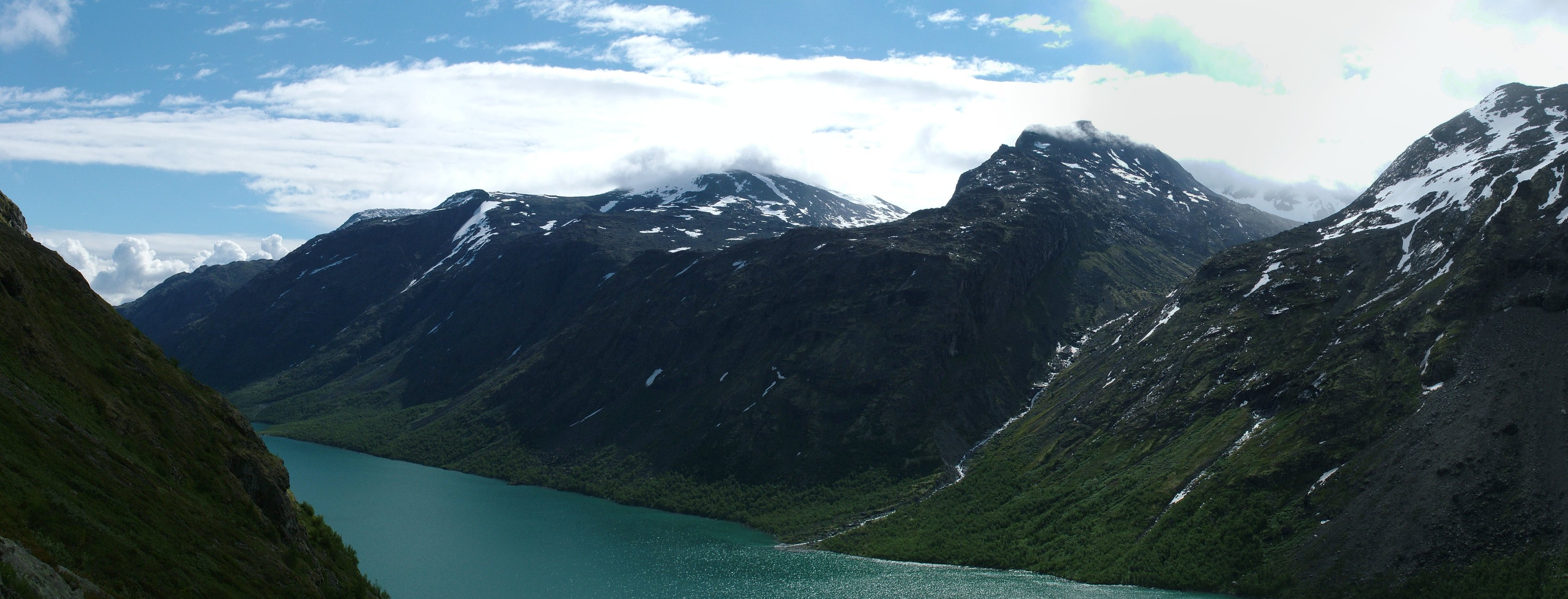
Vista panorámica sobre el lago Gjende cerca de Gjendesheim
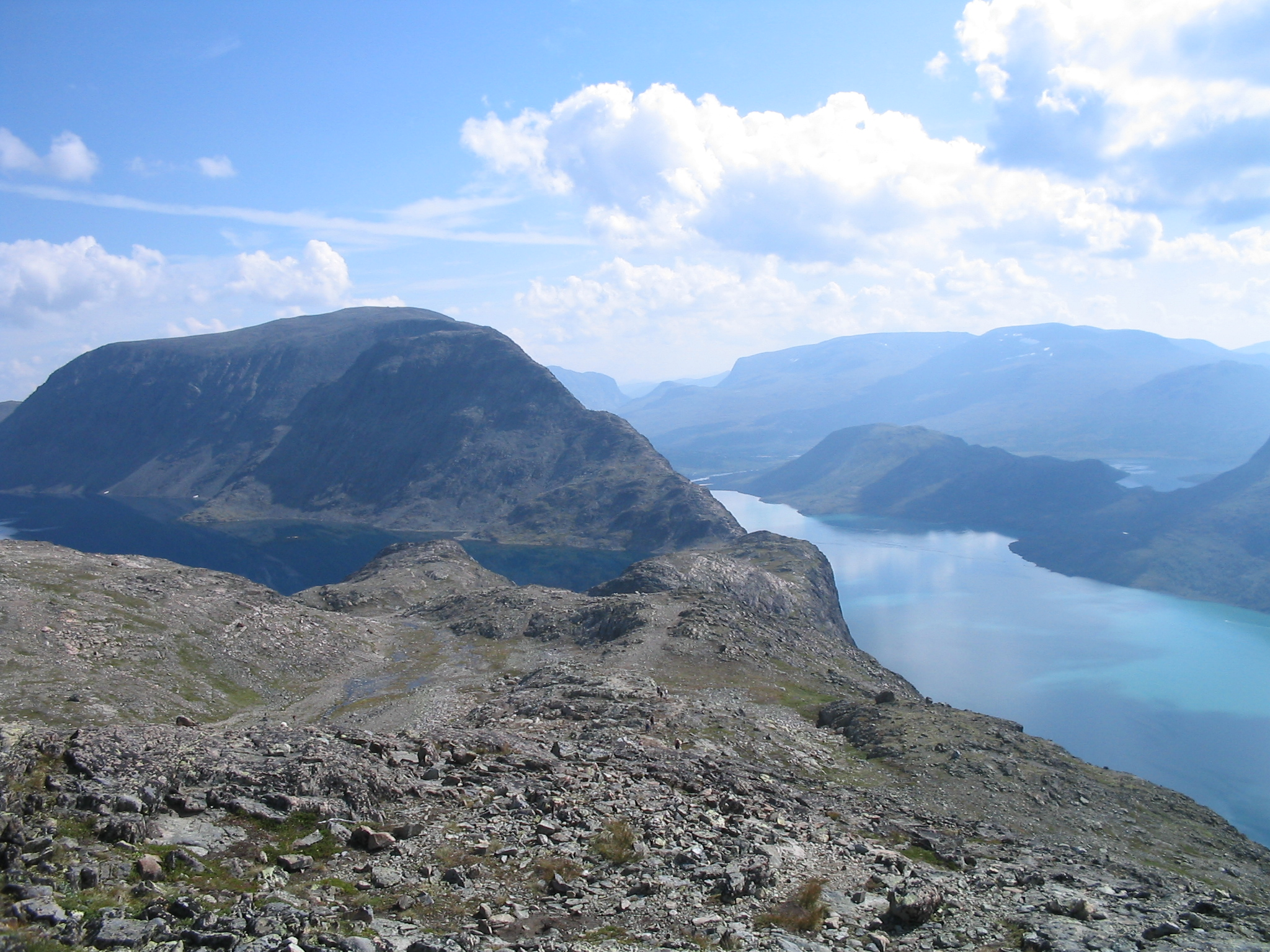
Besseggen visto desde el este, con el lago Gjende a la derecha y Bessvatnet a la izquierda
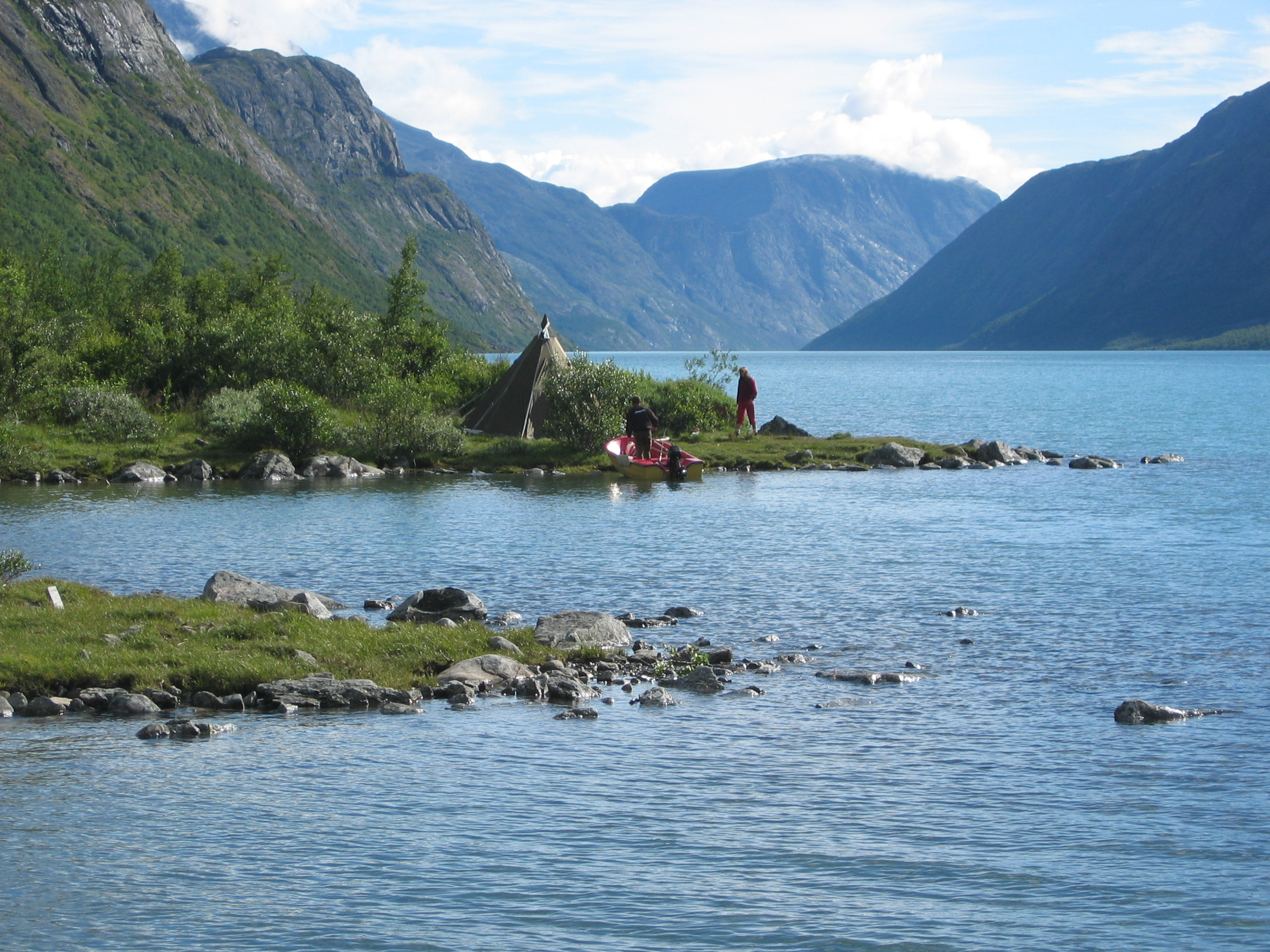
Camping en el lago Gjende.
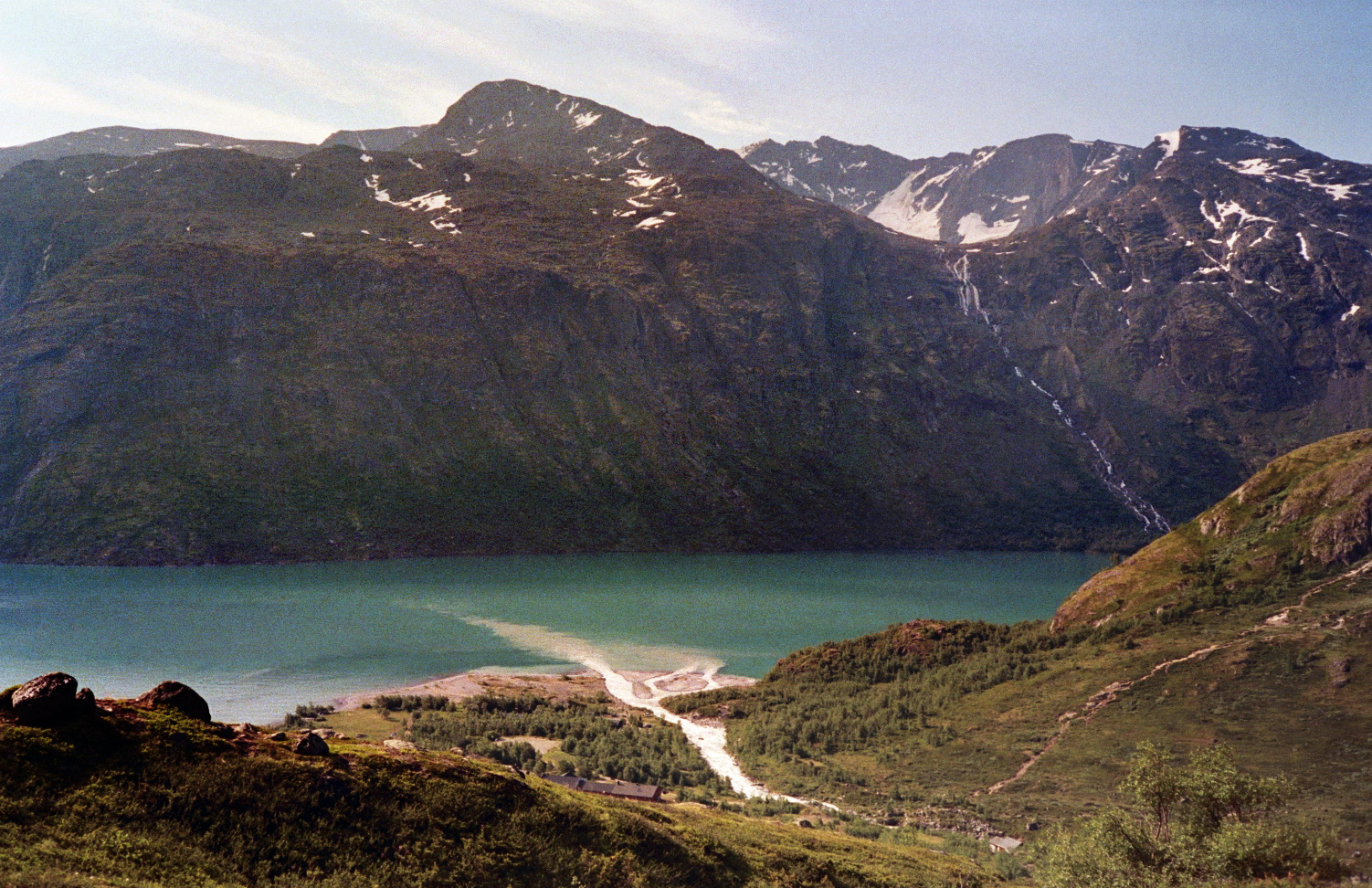
El río Muru desemboca en el lago Gjende junto a Memurubu
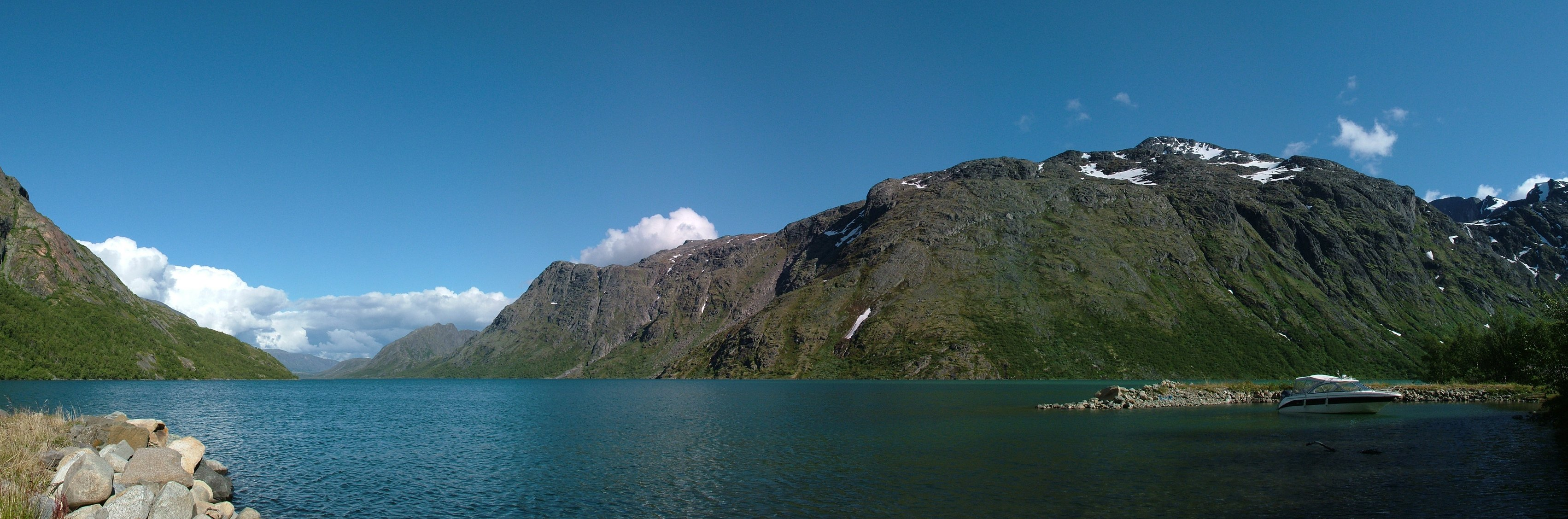
Vista panorámica sobre el lago Gjende cerca de Memurubu